# Lillsjön (Vilhelmina socken, Lappland, 722865-149247)
Lillsjön är en sjö i Vilhelmina kommun i Lappland och ingår i Ångermanälvens huvudavrinningsområde. Lillsjön ligger i Marsfjället Natura 2000-område.